# Sphagnion magellanici
Sphagnion magellanici (eller Rød Tørvemossamfund) er den plantesociologiske betegnelse for et temmelig almindeligt højmosesamfund med Rød Tørvemos som karakterplante. Samfundet kaldes i den angelsaksiske verden for "Eurosiberian raised bog hummocks".

## Klassificering
Samfundet klassificeres sammen med andre højmosesamfund:
- Klasse: Oxycocco-Sphagnetea (Højmoser og hedemoser)
  - Orden: Sphagnetalia magellanici (Rød Tørvemosordenen)
    - Samfund: Sphagnion magellanici (Rød Tørvemossamfund)

  - Orden: Erico-Sphagnetalia papillosi (Klokke-Lyng-Tørvemosordenen)
    - Samfund: Ericion tetralicis (Klokke-Lyngsamfund)

Samfundet svarer ret nøje til den naturtype, som kaldes Aktive højmoser i Danmark. Deraf ses det også, at samfundet er ret sjældent forekommende her i landet, hvor det kun opstår på jævne flader uden anden tilstrømning end nedbør (som f.eks. Lille Vildmose eller Holmegårds Mose).

## Karakterarter
De følgende planter er blandt dem, der må anses for at være karakteristiske i dette plantesamfund:
- Fåblomstret Star (Carex pauciflora)
- Mos-Gøgeurt (Dactylorhiza sphagnicola)
- Mose-Post (Rhododendron tomentosum)
- Alpin Bjerg-Fyr (Pinus mugo ssp. rotundata)
- Multebær (Rubus chamaemorus)